# دعای دریا
دعای دریا یک داستان کوتاه مصور است که توسط خالد حسینی، نویسنده افغان-آمریکایی با الهام از بحران پناهندگان سوری و آلان کردی نگاشته‌است. این اثر برای اولین بار به صورت یک تجربه واقعیت مجازی در سال ۲۰۱۷ ساخته شد، و به عنوان یک کتاب در سال ۲۰۱۸ توسط انتشارات ریورهید کتاب با نقاشی‌های آبرنگ دن ویلیامز منتشر شد.

## داستان
این کتاب به شکل نامه ای از سوی یک پدر به پسرش نوشته شده‌است که هر دو به دلیل جنگ داخلی سوریه، از خانه خود در حمص فرار کرده‌اند و با خطرات عبور از مدیترانه دست و پنجه نرم می‌کنند.

## ترجمه فارسی
ترجمه رسمی فارسی این کتاب توسط فؤاد مسیحا همزمان با نسخه مصور انگلیسی به همراه ترجمه پشتو و ازبکی توسط نشر نبشت عرضه شد.
در ایران نیز این کتاب بدون کسب مجوز رسمی از نویسنده توسط توسط مترجمان و انتشارات‌های مختلف چاپ شده‌است.